# Phrudocentra submaculata
Phrudocentra submaculata är en fjärilsart som beskrevs av W. Warren 1901. Phrudocentra submaculata ingår i släktet Phrudocentra och familjen mätare. Inga underarter finns listade i Catalogue of Life.